# 高知女子大学保育短期大学部
高知女子大学保育短期大学部（日语：／ Kōchi Joshi Daigaku Hoiku Tanki Daigakubu *），简称保短，是过去一所位于日本高知县高知市的公立短期大学。

## 概要

### 简介
- 学校最早可以追溯到1948年[1]。短期大学为于1975年开办[1]、由高知县经营。招生到1996年、停办于1998年[2]。为男女同校从1992年。

### 历史
- 1975年 高知女子大学保育短期大学部成立并同时设置一个学科即保育科[1][2]。
- 1992年 开始招収男学生。
- 1996年 最后一年招生、次年停止招生（正式停办于1998年3月31日[2]）。

## 学校环境
- 校区：在了高知县高知市[注 1]

## 历任校长
- 安中正哉：第一代短期大学校长[3]。
- 成田十次郎：最后短期大学校长[4]。

## 组织

### 学科
- 保育科

### 专科
| - 没有 |

### 业余课程
| - 没有 |

## 相关链接
- 日本短期大学列表
- 高知短期大学：招生到于2014年